# Sztanity Zoltán
Sztanity Zoltán (Győr, 1954. február 1. – ) olimpiai ezüstérmes, világbajnok kajakozó.

## Pályafutása
1975-ben a belgrádi kajak-kenu világbajnokságon a K1 4 × 500-as váltó tagjaként világbajnok lett. Az 1976-os montréali olimpián K1 500 méteren ezüstérmet szerzett. Az 1977-es világbajnokságon ugyanebben a számban bronzérmes lett. 1976-ban őt választották meg az év magyar kajakozójának.